# Посёлок санатория «Горки Ленинские»
Посёлок санатория «Горки Ленинские» — населённый пункт в Ленинском городском округе Московской области России. 

## География
Находится примерно в 11 км к востоку от центра города Видное и в 30 км южнее центра города Москвы. Западнее посёлка проходит автодорога к аэропорту Домодедово. Ближайший населённый пункт — деревня Лукино.
На территории посёлка расположен Крестовоздвиженский Иерусалимский монастырь, исторически относившийся к примыкающей к нему деревне Лукино соседнего городского округа Домодедово.

## История
С 1994 до 2006 года посёлок входил в Горкинский сельский округ Ленинского района, а с 2006 до 2019 года в рамках организации местного самоуправления включался в Молоковское сельское поселение Ленинского муниципального района.
С 2019 года входит в Ленинский городской округ.

## Население
| 2002 | 2006 | 2010 |
| ---- | ---- | ---- |
| 291  | ↘279 | ↗305 |

Согласно Всероссийской переписи, в 2002 году в посёлке проживал 291 человек (123 мужчины и 168 женщин).